# OpenSeaMap
OpenSeaMap és un projecte OpenSource que recull informació nàutica i dades geoespacials d'ús lliure per crear una carta nàutica mundial. Aquest gràfic està disponible al lloc web d'OpenSeaMap i també es pot descarregar per utilitzar-lo com a mapa electrònic.
El projecte forma part d'OpenStreetMap. OpenSeaMap forma part de la base de dades OpenStreetMap, i complementa les dades espacials amb informació nàutica. Aquestes dades es poden utilitzar d'acord amb la llicència de base de dades oberta. Això garanteix que la integració en materials impresos, llocs web i aplicacions és possible, sense estar limitat per llicències restrictives ni haver de pagar taxes.

## Història
La idea del projecte va néixer en una conferència de desenvolupadors d'OpenStreetMap a la tardor de 2008 a l'hotel Linux d'Essen, Alemanya. Un grup de navegants i programadors van decidir estendre la cobertura d'OpenStreetMap als mars i a les masses d'aigua dolça. Des del principi el projecte ha estat mundial i multilingüe. A finals de 2009, s'havia creat el disseny i l'arquitectura del projecte, i es va crear un port de mostra "Warnemünde" per servir com a gràfic d'exemple. Des de la tardor de 2009, hi ha disponible un servidor dedicat i el projecte està compromès en diverses col·laboracions amb altres projectes i organitzacions gratuïtes. El gener de 2010, OpenSeaMap va tenir un estand al boot Düsseldorf, el saló nàutic més gran d'Europa, que va permetre als voluntaris presentar el projecte a un gran públic d'especialistes per primera vegada.

## Contingut dels mapes
Els mapes mostren fars, boies laterals, marques cardinals i altres ajudes a la navegació. Als ports es cartografiaran les instal·lacions (mur del port, moll, passarel·les, molls, estacions de servei, grues de càrrega, vies d'accés, línies de ferrocarril, línies de ferri). Així mateix, s'exposaran les autoritats públiques, els constructors i reparadors navals, així com les instal·lacions de sanejament i serveis públics. Els atributs de navegació corresponen a l'estàndard internacional IHO S-57.
Les profunditats de l'aigua encara no estan cobertes, perquè la base de dades no està dissenyada per a coordenades tridimensionals. No obstant això, el pla és integrar finalment un model batimètric per descriure el fons marí.
Les dades es presenten en diversos nivells amb OpenLayers al mapa base d'OpenStreetMap. El mapa base conté tots els objectes possibles d'OpenStreetMap. OpenSeaMap inclou capes addicionals, com ara ajudes a la navegació, ports i esdeveniments de curses temporals.

## Aplicacions

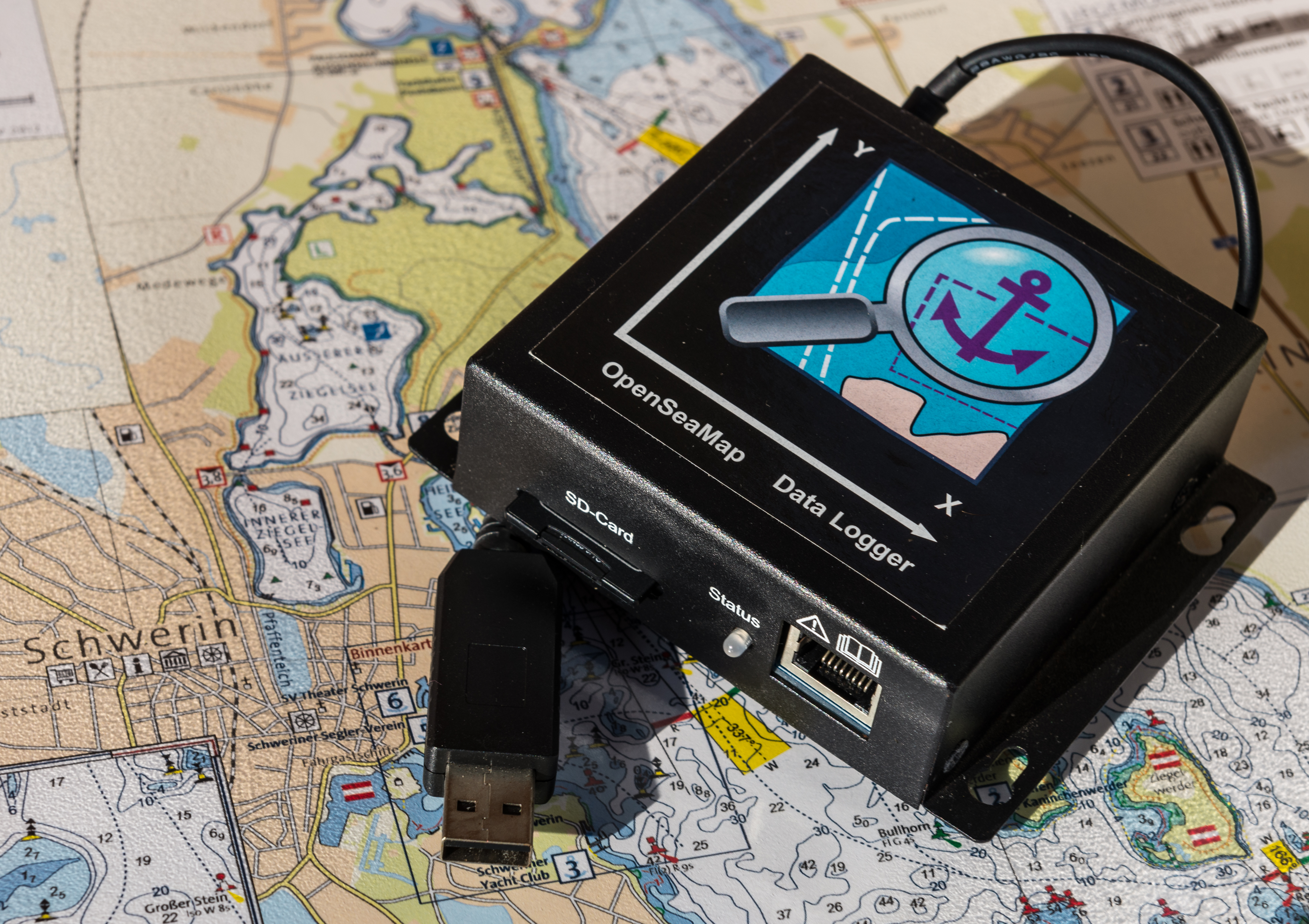
Registrador de dades OpenSeaMap

Amb els mapes es poden planificar viatges en vaixell (a vela o a motor). També pot ser útil com a guia per als turistes. No pretén substituir els mapes oficials.
Mapes en línia
Els mapes està disponible per a qualsevol ordinador amb connexió a Internet des del lloc web OpenSeaMap.org. Aquest mapa s'actualitza diàriament.
Mapes fora de línia
Els mapes també es poden carregar a l'emmagatzematge de dades local i es poden utilitzar en qualsevol ordinador sense accés a Internet. Aquest mapa també permetrà l'ús en altres dispositius, com ara dispositius GPS de Garmin i Lowrance, telèfons i PDA. Els mapes s'actualitzen regularment, per regla general cada setmana.
App for iPad, iPhone, iPod touch
L'aplicació de pagament per a OpenSeaMap funciona amb iPad, iPhone i iPod touch. La posició real es mostra al gràfic. Cada gràfic descarregat s'emmagatzema a la memòria cau al dispositiu i es pot utilitzar sense connexió a Internet. Amb connexió a Internet, l'aplicació comprova si hi ha una versió més recent del gràfic. La cerca d'ubicació d'Apple troba la secció del mapa adequat. L'aplicació funciona a tot el món.
Navegació
Amb determinats programes de navegació, és possible mostrar la posició actual directament a la carta mitjançant un dispositiu GPS connectat, fent un seguiment del moviment d'un vaixell. Una interfície NMEA pot executar un pilot automàtic i així controlar la nau. També és possible la visualització de senyals AIS al gràfic. Les eines de navegació adequades de l'àrea de codi obert són SeaClear, OpenCPN i GPSANGLER.

## Internacionalització
El lloc web està traduït a sis idiomes: anglès, alemany, francès, italià, castellà i rus. Les eines i les llegendes estan disponibles amb una interfície alemanya, anglesa i francesa. Al mapa els topònims s'escriuen sempre en l'idioma i l'escriptura locals. La cobertura geogràfica és mundial. Segons la regió i els cartògrafs actius, la cobertura varia però creix diàriament.

## Línies de temps
Les dades s'emmagatzemen a la base de dades tan aviat com s'han introduït i estan disponibles immediatament a tot el món. Les dades del mapa base són visibles al mapa després d'uns minuts. Actualment (2010) les dades de navegació són visibles al gràfic uns dos dies després d'haver-se introduït.

## Eines d'edició

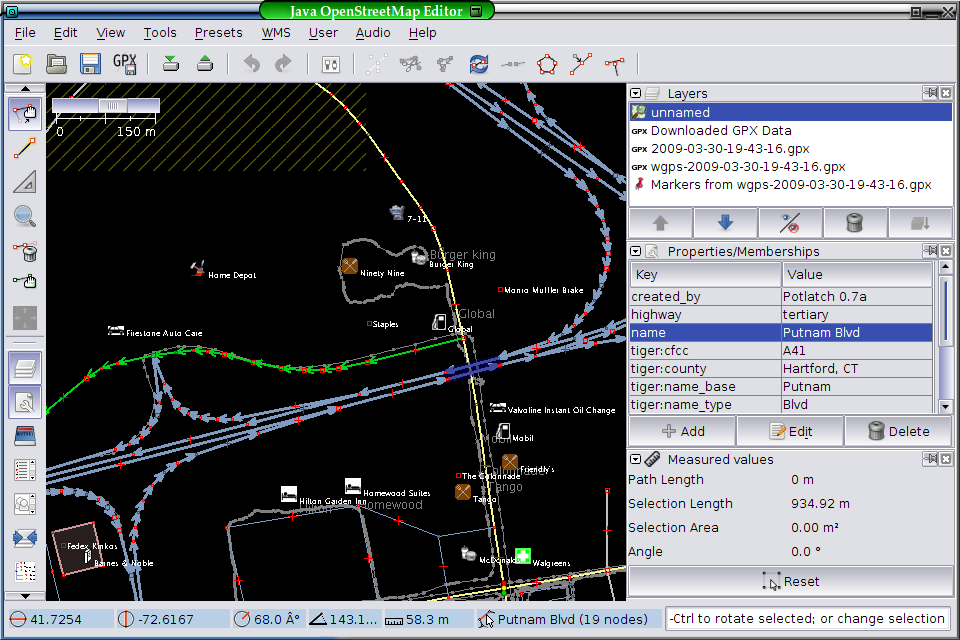
Editor JOSM

Editor fora de línia JOSM amb millores de navegació
JOSM és l'editor predeterminat per a OpenStreetMap. S'ha estès per utilitzar-lo a les cartes de navegació amb un connector. Està escrit en Java i s'executa en diverses plataformes d'escriptori
Per editar cal registrar-se amb una adreça de correu electrònic verificada. El registre és gratuït i fomentarà una alta qualitat de les dades. L'accés de lectura no requereix registre.
Altres programes poden accedir a la interfície XML-RPC a les dades del servidor per llegir i escriure dades d'OpenSeaMap.

## Ports
OpenStreetMap conté grans ports, ports esportius i fondejadors. Es pot accedir a una guia de ports que conté informació detallada mitjançant una finestra emergent. Aquesta guia està organitzada com a wiki i està configurada pels usuaris. S'inclou el viquiprojecte gratuït "SkipperGuide". Hi ha 5.000 ports accessibles a tot el món, incloses descripcions detallades de 600 ports esportius.

## Informació meteorològica

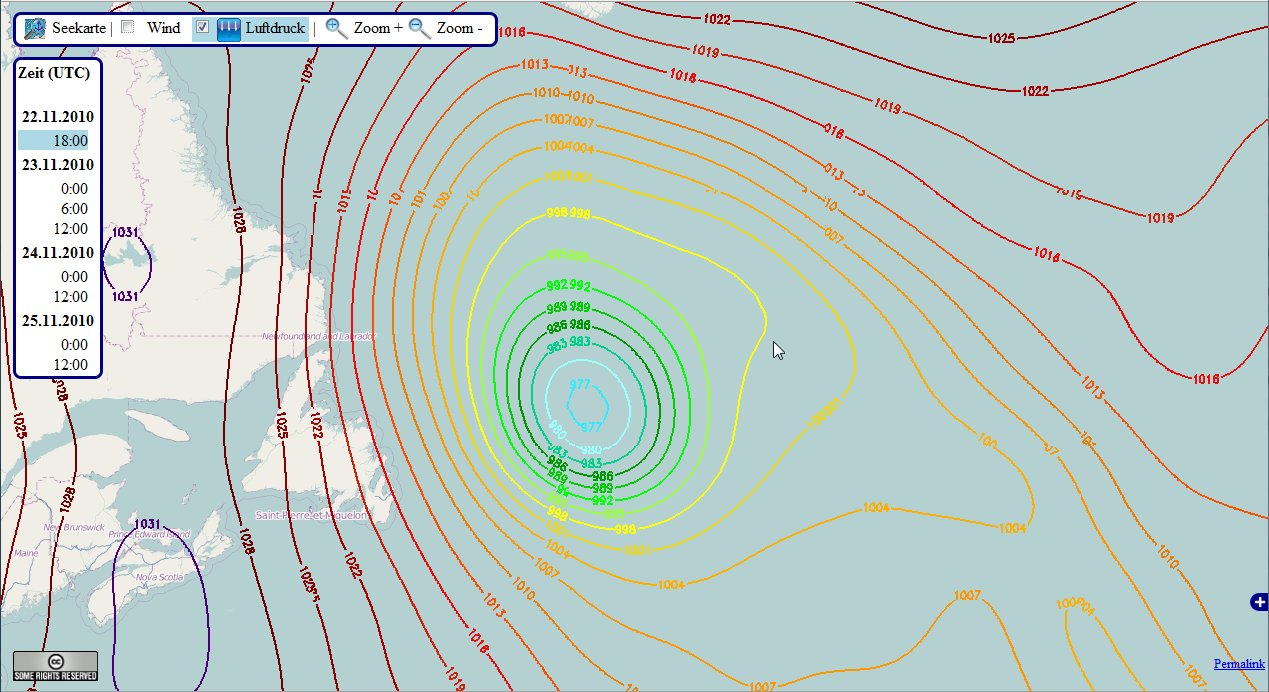
Pressió de l'aire

En els gràfics meteorològics d'arreu del món es mostren dades meteorològiques com la velocitat del vent, la pressió de l'aire (isòbares), etc., cadascuna actualitzada dues o tres vegades al dia, i amb previsió meteorològica de fins a tres dies.

Per a cada port hi ha un Meteograma amb previsions detallades del vent i informació meteorològica durant vuit dies. Dades meteorològiques disponibles per a la direcció del vent, la velocitat del vent, la temperatura de l'aire, la pressió de l'aire, la humitat relativa, la nuvolositat i la precipitació. A partir d'aquestes dades disponibles a tot el món, els capitans poden predir el clima marí.

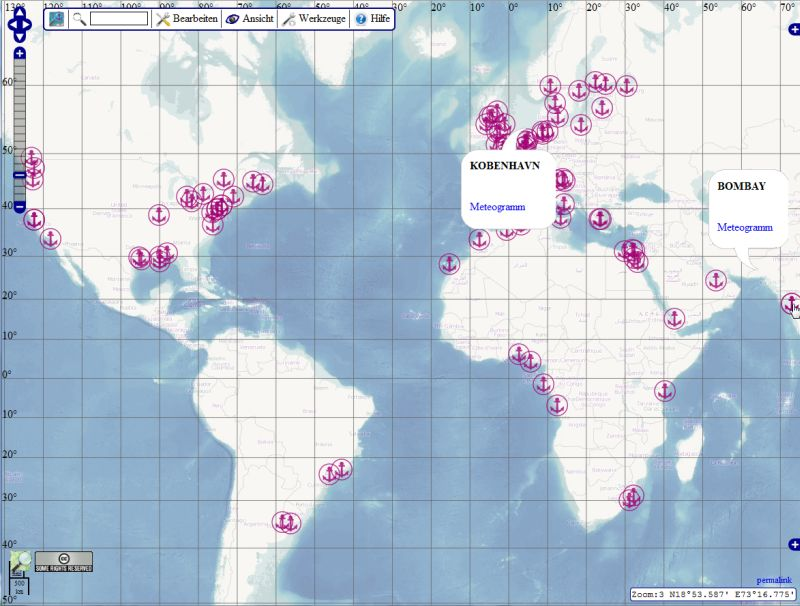
Dades batimètriques

## Dades batimètriques
A tot el món, les profunditats entre 25 i 10.000 m es mostren en una escala de color blau de 26 passos. A nivells de zoom més alts també es mostren contorns de profunditat. Les dades es deriven del conjunt de dades GEBCO 2021.

Actualment, la manera més comuna de mesurar la profunditat és amb ecosondes (sonar) posades a un vaixell que va registrant la profunditat enviant una ona sonora cap al fons i mesurant quant de temps triga a tornar-hi. Aquesta profunditat es desa d'alguna manera combinada amb les coordenades que té el vaixell en eixe moment concret obtingudes normalment amb un sistema GPS. 

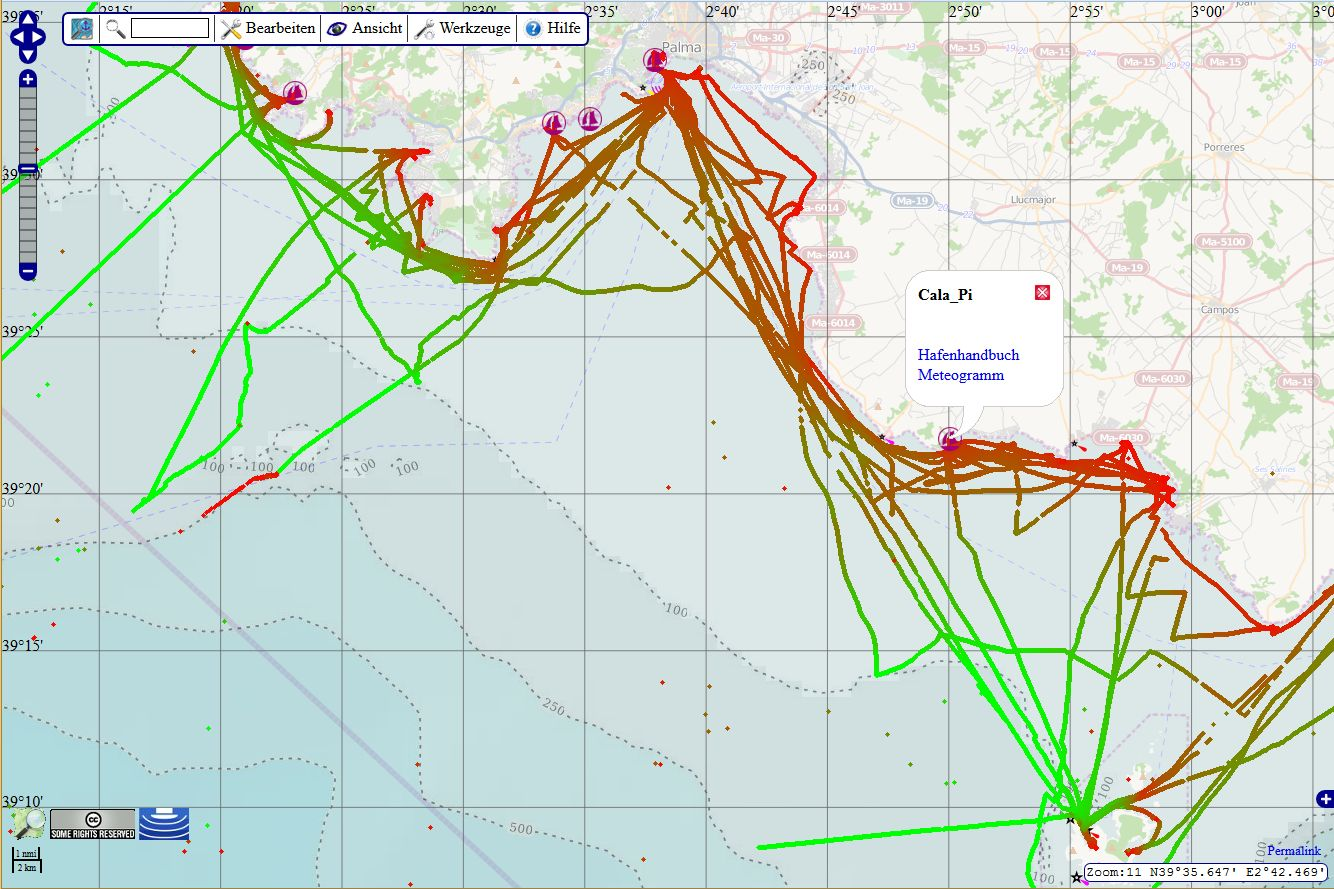
Pistes de profunditat prop de Palma

## Profunditats d'aigua per crowdsourcing
OpenSeaMap mesura les profunditats de l'aigua mitjançant Crowdsourcing. Mariners, navegants a motor, navegació comercial, bussejadors, pescadors recullen profunditats d'aigua entre 0 i 100 m amb sonda i GPS. Els bussejadors treballen amb un ordinador de busseig. S'estudien aigües costaneres, llacs i rius.

El resultat serà un model d'elevació i línies de profunditat derivades. Les pistes carregades es mostren al gràfic. Hi ha un debat sobre com el crowdsourcing pot donar suport i enriquir el mesurament oficial sistemàtic.

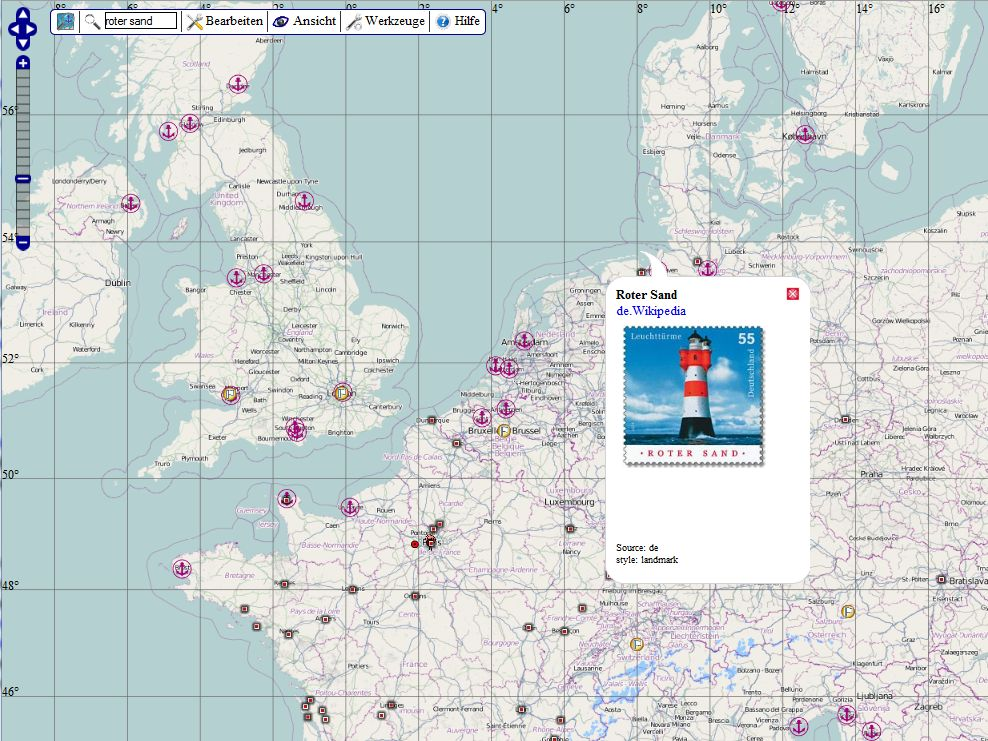
OpenSeaMap i Viquipèdia

## Articles de la Viquipèdia a OpenSeaMap
Mitjançant "Mostra els enllaços de la Viquipèdia", l'OpenSeaMap mostra tots els articles de la Viquipèdia georeferenciats a tot el món com a icona i, opcionalment, com a galeria de totes les imatges de Commons. Es mostren 1,7 milions d'articles georeferenciats, en 41 idiomes, amb 260.000 en alemany i 740.000 en anglès (a setembre de 2011). Passant el ratolí, s'obre una finestra emergent amb el títol de l'article i una imatge informativa. Si feu clic a la finestra emergent, apareixerà l'article de la Viquipèdia que respon.